# Інформатика
Інформа́тика (фр. informatique, англ. informatics, computer science; нім. Informatik) — наука про інформацію, методи та засоби її опрацювання, у тому числі за допомогою обчислювальних систем. Інформатика охоплює як теоретичні дисципліни — алгоритми, теорію обчислюваності, теорію інформації та автоматизацію, так і практичні — розробку та впровадження апаратного та програмного забезпечення. Інформатика, як наука, зазвичай вважається областю академічних досліджень, на відміну від комп'ютерного програмування.
Алгоритми та структури даних займають ключове місце в інформатиці, теорія обчислюваності стосується абстрактних моделей обчислень і загальних класів задач, які можна розв'язати з їх допомогою. Криптографія та комп'ютерна безпека передбачають вивчення засобів безпечного збереження даних, зв'язку та запобігання вразливостям безпеки інформаційних систем. Комп'ютерна графіка та обчислювальна геометрія спрямовані на створення зображень та їх опрацювання. Теорія мов програмування розглядає різні способи опису обчислювальних процесів, теорія баз даних стосується управління сховищами даних. Вивчення взаємодії людина-комп'ютер спрямоване на дослідження інтерфейсів, через які взаємодіють люди та комп'ютери, а інженерія програмного забезпечення зосереджується на дизайні та принципах розробки програмного забезпечення, в таких областях, як операційні системи, мережі та вбудовані системи, досліджують принципи та дизайн складних систем. Архітектура комп'ютера описує конструкцію компонентів комп'ютера та обладнання, що керується комп'ютером. Штучний інтелект і машинне навчання спрямовані на реалізацію за допомогою комп'ютерів таких процесів. як вирішення проблем, прийняття рішень, адаптація до навколишнього середовища, планування та навчання. У рамках досліджень штучного інтелекту комп'ютерний зір спрямований на розпізнавання й опрацювання даних із зображень і відео, обробка природних мов спрямована на розпізнавання й опрацювання текстових і лінгвістичних даних.
Основне завдання інформатики полягає в тому, щоб визначити класи задач та типи процесів, які можна автоматизувати.

## Основні принципи
Виконання поставлених перед нею завдань обчислювальна машина може забезпечувати за допомогою переміщення певних механічних частин, руху потоків електронів, фотонів або завдяки використанню ефектів від інших добре вивчених фізичних явищ. На сьогодні більшість найпоширеніших типів використовуваних обчислювальних машин — електронні обчислювальні машини. Архітектура обчислювальних машин може безпосередньо моделювати розв'язувану проблему, максимально близько (у значенні математичного опису) відображаючи досліджувані фізичні явища. Так, електронні потоки можуть використовувати як моделі потоків води при моделюванні гребель або дамб. Сконструйовані таким чином аналогові обчислювальні машини були звичними у 1960-х роках, проте сьогодні є достатньо рідкісним явищем. У більшості сучасних обчислювальних машин задачу спочатку описують у математичних термінах, при цьому всю необхідну інформацію представляють у двійковому вигляді (у вигляді одиниць і нулів), після чого дії з її обробки зводяться до застосування простої алгебраїчної логіки. Оскільки практично всю математику може бути зведено до виконання булевих операцій, достатньо швидку електронну обчислювальну машину може бути застосовано для розв'язання більшості математичних завдань (а також і більшості таких завдань з обробки інформації, які може бути легко зведено до математичних).
Цитата, яку приписують Едсгеру Дейкстрі, стверджує, що «вважати, що інформатика вивчає комп'ютери — це те ж саме, як вважати, що астрономія вивчає телескопи». Розробка комп'ютерів і комп'ютерних систем, як правило, вважається областю інших інженерних дисциплін, наприклад, розробка комп'ютерного обладнання вважається частиною комп'ютерної інженерії, а створення комерційних комп'ютерних систем та їх розгортання називають інформаційними технологіями або інформаційними системами. Між різними комп'ютерними дисциплінами відбувається обмін ідеями, дослідження в галузі інформатики також часто перетинаються з іншими дисциплінами, такими як когнітивістика, лінгвістика, математика, фізика, біологія, науки про Землю, статистика, філософія та логіка.
Багато хто вважає, що інформатика має набагато тісніший зв'язок з математикою, ніж інші наукові дисципліни. На ранню інформатику сильно вплинули роботи таких математиків, як Курт Ґеделя, Алана Тюрінга, Джона фон Неймана і Алонзо Черча. Девід Парнас, беручи приклад зі зв'язків між іншими інженерними та науковими дисциплінами, стверджував, що основним в інформатиці є вивчення властивостей обчислень загалом, тоді як основним у розробці програмного забезпечення є створення конкретних алгоритмів для досягнення практичних цілей.

## Етимологія

### Походження назви
Термін нім. Informatik ввів німецький кібернетик, інженер з телекомунікацій, спеціаліст з теорії інформації Карл Штайнбух у статті Informatik: Automatische Informationsverarbeitung (Інформатика: Автоматична обробка інформації) 1957 року. В німецьких джерелах вважають, що слово інформатика (Informatik) утворено злиттям слів інформація (Information) та автоматичний (Automatik); інший погляд полягає в тому, що інформатика (Informatik) — це неологізм, утворений зі слова інформація (Information) за аналогією зі словом математика (Mathematik).
Англомовний термін «Computer science» («Комп'ютерна наука») з'явився в 1959 році в науковому журналі Communications of the ACM, в якому Луї Фейн (Louis Fein) виступав за створення Graduate School in Computer Sciences (Вищої школи в галузі комп'ютерних наук) аналогічної Гарвардській бізнес-школі, створеній 1921 року. Обґрунтовуючи таку назву, Луї Фейн посилався на Management science («Наука управління»), яка так само, як і інформатика має прикладний та міждисциплінарний характер, при цьому має ознаки, характерні для наукової дисципліни.
Французький термін «informatique», який також вживають у кількох європейських мовах, запропонував 1962 року Філіп Дрейфус.
У 1965 році член-кореспондент АН СРСР Олександр Харкевич в книзі «Основи наукової інформації» вжив термін «інформатика».
Незважаючи на свою англомовну назву (Computer  Science  — комп'ютерна наука), більшість наукових напрямів, пов'язаних з інформатикою, не включає вивчення самих комп'ютерів. Внаслідок цього було запропоновано кілька альтернативних назв. Деякі університети віддають перевагу терміну обчислювальна наука (computing science), щоб підкреслити різницю між термінами. У скандинавських країнах використовують термін датологія (datalogy). В інших країнах Європи часто вживають терміни, похідні від скороченого перекладу фраз «інформація та автоматика» (наприклад informazione automatica італійською мовою) і «інформація та математика» (information and mathematics), наприклад, informatique (Франція), Informatik(Німеччина), informatica (Італія, Нідерланди), informática (Іспанія, Португалія), informatika (у слов'янських мовах) або pliroforiki (πληροφορική, що означає інформатика) — в Греції.

## Філософія

### Епістемологія інформатики
Незважаючи на слово «наука» в назві, точаться дискусії щодо того, чи є інформатика науковою, математичною чи інженерною дисципліною. Аллен Ньюелл і Герберт А. Саймон стверджували в 1975 році,
Інформатика є емпіричною дисципліною. Ми б назвали це експериментальною наукою, але, як і астрономія, економіка та геологія, деякі з її унікальних форм спостереження та досвіду не відповідають вузькому стереотипу експериментального методу. Однак, це експерименти. Кожна нова машина, яка будується, є експериментом. Насправді створення машини ставить питання перед природою; і ми вислуховуємо відповідь, спостерігаючи за роботою машини та аналізуючи її всіма доступними аналітичними та вимірювальними засобами. 
З тих пір стверджується, що інформатику можна класифікувати як емпіричну науку, оскільки вона використовує емпіричне тестування для оцінки правильності програм, але залишається проблема у визначенні законів і теорем інформатики (якщо такі існують) і визначення характер експериментів в інформатиці. Прихильники класифікації інформатики як інженерної дисципліни стверджують, що надійність обчислювальних систем досліджується так само, як мости в цивільному будівництві та літаки в аерокосмічній інженерії. Вони також стверджують, що в той час як емпіричні науки спостерігають за тим, що існує зараз, інформатика спостерігає за тим, що можливо існувати, і хоча вчені відкривають закони на основі спостережень, в інформатиці не було знайдено відповідних законів, і вона натомість займається створенням явищ.
Прихильники класифікації інформатики як математичної дисципліни стверджують, що комп'ютерні програми є фізичними реалізаціями математичних сутностей і програми можуть бути дедуктивно обґрунтовані за допомогою математичних формальних методів. Вчені Едсгер Дейкстра та Тоні Гоар вважають інструкції для комп'ютерних програм математичними реченнями та інтерпретують формальну семантику для мов програмування як математичні аксіоматичні системи.

### Багатозначність
Вчені-фахівці у галузі інформатики стверджують, що в інформатиці існують три окремі парадигми. Наприклад, Пітер Вегнер виділяв науку, технологію та математику, Пітер Деннінг — теорію, абстракцію (моделювання) та дизайн. Амнон Х. Еден описував ці парадигми, як:
- раціоналістичну парадигму, у якій інформатика є розділом математики, яка домінує в теоретичній інформатиці і використовує алгебру логіки;
- технократичну парадигму, яку використовують в інженерних підходах, найбільш важливих у програмній інженерії;
- наукову парадигму, яка розглядає інформатику яке галузь природничих (емпіричних) наук, з тією різницею, що в ній досліджуються штучні об'єкти (програми та комп'ютери).

У різні періоди розвитку інформатики у поняття «інформатика» вкладався різний зміст. Інформатика — це :
1. Теорія науково-інформаційної діяльності. У рамках бібліотечної справи під терміном «науково-інформаційна діяльність» розуміється «практична робота зі збору, аналітико-синтетичної переробки, зберігання, пошуку та надання вченим та фахівцям закріпленої в документах наукової інформації». Третє видання «Великої радянської енциклопедії» (1970-і рр.) фіксує інформатику як дисципліну, що вивчає «структуру та загальні властивості наукової інформації, а також закономірності її створення, перетворення, передачі та використання у різних сферах людської діяльності».
2. Наука про обчислювальні машини та їх застосування (обчислювальна техніка та програмування). 1976 року професори Мюнхенського технічного університету Ф. Л. Бауер та Г.Гооз написали книгу «Інформатика. Вступний курс», переведену того ж року В. К. Сабельфельдом, учнем відомого радянського вченого Андрія Петровича Єршова, російською мовою. Він переклав «Informatik» словом «інформатика» і визначили як «науку, що займається розробкою теорії програмування та застосування ЕОМ». Термін «Informatik» Ф. Л. Бауер та Г. Гооз пояснюють як «німецьку назву для computer science — галузі знання, яка склалася в самостійну наукову дисципліну в шістдесяті роки, насамперед у США, а також у Великій Британії. … В англійській мові, мабуть, залишиться „computer science“ (обчислювальна наука), причому цей термін має ухил у сферу теорії».
3. Фундаментальна наука про інформаційні процеси в природі, суспільстві та технічні системи. На початку 1989 року М. І. Жалдак, використовуючи тлумачення інформатики, дане академіком А. П. Єршовим, писав, що «інформатика — фундаментальна наукова дисципліна, яка має вивчати закони природи, інформаційні процеси і відповідні технології»[23][24][25]

## Історія

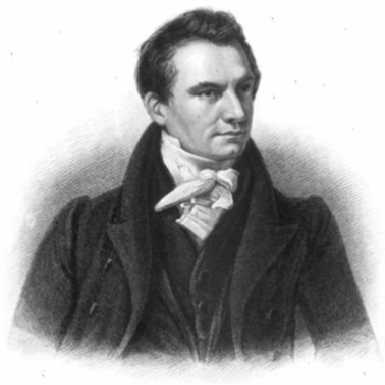
Чарлз Беббідж вважається винахідником першого механічного комп'ютера

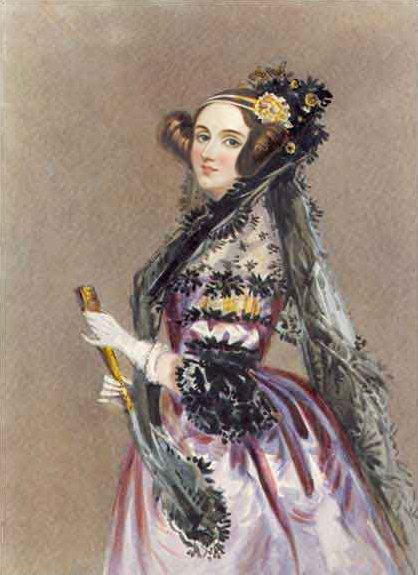
Ада Лавлейс написала перший алгоритм, призначений для його виконання на механічному комп'ютері

Найперші основи того, що згодом стане інформатикою, передують винаходу сучасного цифрового комп'ютера. Машини для розрахунку кількох арифметичних завдань, такі як рахівниці, існували з давніх-давен, допомагаючи в таких обчисленнях як множення та ділення.
Блез Паскаль спроєктував і зібрав перший робочий механічний калькулятор, знаний як калькулятор Паскаля, в 1642 році.
У 1673 році Готфрід Лейбніц продемонстрував механічний калькулятор (арифмометр), названий «Stepped Reckoner». Його можна вважати першим ученим у галузі комп'ютерних наук і фахівцем у галузі теорії інформації, оскільки, серед іншого, він ще описав двійкову (бінарну) систему числення.
У 1820 році Томас де Кольмар запустив промисловий випуск механічного калькулятора після того, як він створив свій спрощений арифмометр, який був першою лічильною машиною, досить міцною і надійною для щоденного використання. Чарлз Беббідж почав проєктування першого автоматичного механічного калькулятора, Різницевої машини, що в 1822 році подало йому ідею першого програмованого механічного калькулятора, Аналітичної машини. Він почав роботу над цією машиною в 1834 році і менш ніж за два роки було сформульовано багато основних рис сучасного комп'ютера.
Важливим кроком стало використання перфокарт від ткацького верстату Жаккарда, що відкривало нескінченні простори для програмування. 1843 року під час перекладу французької статті щодо Аналітичної машини, Ада Лавлейс написала для неї алгоритм для обчислення чисел Бернуллі, який вважається першою комп'ютерною програмою.
Близько 1885 року Герман Голлеріт винайшов табулятор, який використовував перфокарти для обробки статистичної інформації; зрештою його компанія стала частиною IBM. 1937 року, через сто років після нездійсненної мрії Беббіджа, Говард Ейкен переконав керівництво IBM, що виробляла всі види обладнання для перфорованих карт і залученої в бізнес зі створення калькуляторів, розробити свій гігантський програмований калькулятор ASCC/ Harvard Mark, оснований на принципах машини Беббіджа, яка, у свою чергу, використовувала перфокарти та центральний обчислювач (central computing unit).
У 1940-х з появою нових і потужніших обчислювальних машин термін комп'ютер став позначати ці машини, а не людей, котрі займаються обчисленнями (тепер слово «computer» у цьому значенні вживається рідко). Коли стало ясно, що комп'ютери можна використовувати не тільки для математичних розрахунків, область досліджень інформатики розширилася для того, щоб вивчати обчислення в цілому. Інформатика набула статусу самостійної наукової дисципліни в 1950-х і на початку 1960-х років. З розповсюдженням комп'ютерів виникло багато нових самодостатніх наукових напрямів, що ґрунтуються на обчисленнях за допомогою комп'ютерів.
Мало хто спочатку міг припустити, що самі комп'ютери стануть предметом наукових досліджень, але наприкінці 1950-х років ця думка поширилася серед вчених. Нині відомий бренд IBM на той час був одним із учасників революції в інформатиці. IBM (скорочення від International Business Machines) випустила комп'ютери IBM 704 і пізніше — IBM 709, які вже широко використовували одночасно з вивченням та апробацією цих пристроїв.
Сучасний етап розвитку інформатики характеризується глибоким розумінням загальнонаукового значення науково-інформаційної діяльності та все ширшим застосуванням у ній електронних обчислювальних машин.

### Основні досягнення

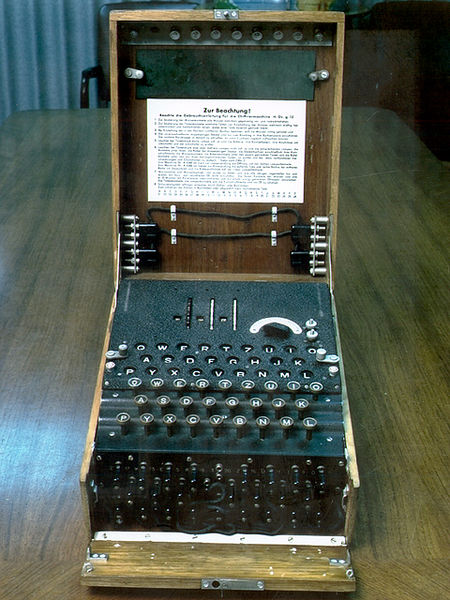
Німецькі військові використовували шифрувальну машину «Енігма» (як на зображенні) під час Другої світової війни для обміну секретними повідомленнями. Масштабні розшифровки трафіку Енігми в Блетчлі-Парк були важливим фактором, який зробив внесок у перемогу військ союзників у Другій Світовій війні

Незважаючи на коротку історію як офіційну наукову дисципліну, інформатика зробила фундаментальний внесок у науку і суспільство. По суті, інформатика поряд з електронікою є однією з основоположних наук поточної епохи людської історії, яка називається інформаційною епохою. При цьому інформатика є літером інформаційної революції та третім великим кроком у розвитку технологій, після Промислової революції (1750—1850 рр. н. е.) та Неолітичної революції (8000—5000 рр. до н. е.).
Внесок інформатики:
- Початок «цифрової революції», що включає інформаційну епоху та інтернет.
- Дано формальне визначення обчислень та обчислюваності, і доказ того, що існують алгоритмічно нерозв'язні завдання.
- Введено поняття мови програмування, тобто засоби для точного вираження методологічної інформації на різних рівнях абстракції.
- У криптографії розшифрування коду «Енігми» стало важливим чинником перемоги союзних військ у Другій світовій війні.
- Обчислювальні методи забезпечили можливість практичної оцінки процесів та ситуацій великої складності, а також можливість проведення експериментів виключно за рахунок програмного забезпечення. З'явилася можливість поглибленого вивчення розуму та картування геному людини завдяки проєкту «Геном людини». Проєкти розподілених обчислень, такі як Folding@Home, досліджують згортання молекул білка.
- Алгоритмічна торгівля підвищила ефективність та ліквідність фінансових ринків за допомогою штучного інтелекту, машинного навчання та інших статистичних та чисельних методів на великих діапазонах даних. Часте використання алгоритмічної торгівлі може посилити волатильність.
- Комп'ютерна графіка (CGI) повсюдно використовують у сучасних розвагах, особливо в галузі телебачення, кіно, реклами, анімації та відео-ігор. Навіть фільми, в яких немає (явного) використання CGI, як правило, знято на цифрові камери і згодом оброблено або відредаговано в програмах обробки відео.
- Моделювання різних процесів, наприклад у гідродинаміці, фізиці, електриці, електронних системах і ланцюгах, а також для моделювання суспільства та соціальних ситуацій (зокрема, військових ігор), враховуючи довкілля та ін. Сучасні комп'ютери дозволяють оптимізувати, наприклад, такі конструкції, як проєкт цілого літака. Відомим програмним забезпеченням є симулятор електронних схем SPICE і програмне забезпечення для фізичної реалізації нових (або модифікованих) конструкцій, що включає розробку інтегральних схем.
- Штучний інтелект набуває все більшого значення, водночас стаючи складнішим і ефективнішим. Існує безліч застосування штучного інтелекту (ШІ), наприклад роботи-пилососи, які можна використовувати вдома. ШІ також є у відеоіграх, роботах вогневої підтримки та протиракетних системах.

## Структура інформатики
Інформатика поділяється на низку розділів. Як наукова дисципліна, інформатика охоплює широке коло тем від теоретичних досліджень алгоритмів та меж обчислень до практичної реалізації обчислювальних систем у галузі апаратного та програмного забезпечення. Комітет CSAB, «Рада з акредитації обчислювальних наук», що включає представників Асоціації обчислювальної техніки (ACM) та Комп'ютерного товариства IEEE (IEEE-CS) — визначив чотири області, найважливіші для дисципліни інформатика: теорія обчислень, алгоритми та структури даних, методологія програмування та мов, комп'ютерні елементи та архітектура. На додаток до цих чотирьох напрямків, комітет CSAB визначає такі важливі галузі інформатики: розробка програмного забезпечення, штучний інтелект, комп'ютерні мережі та телекомунікації, системи управління базами даних, паралельні обчислення, розподілені обчислення, взаємодії між людиною та комп'ютером, комп'ютерна графіка, операційні системи, числові та символьні обчислення.

### Теоретична інформатика
Величезне поле досліджень теоретичної інформатики включає як класичну теорію алгоритмів, і широкий спектр тем, що з абстрактними логічними і математичними аспектами обчислень. Теоретична інформатика займається теоріями формальних мов, автоматів, алгоритмів, обчислюваності та обчислювальної складності, а також обчислювальною теорією графів, криптологією, логікою (включаючи логіку висловлювань та логіку предикатів), формальною семантикою та закладає теоретичні основи компіляторів мов програмування.

#### Теорія алгоритмів
За словами Пітера Деннінга, до фундаментальних питань інформатики належить таке запитання: «Що може бути ефективно автоматизовано?» Вивчення теорії алгоритмів сфокусовано пошуку відповідей на фундаментальні питання у тому, що можна обчислити і скільки ресурсів необхідне цих обчислень. Для відповіді перше питання теорії обчислюваності розглядаються обчислювальні завдання, розв'язувані різних теоретичних моделях обчислень. Друге питання присвячене теорії обчислювальної складності; у цій теорії аналізуються витрати часу та пам'яті різних алгоритмів при вирішенні безлічі обчислювальних завдань.
Знаменита задача «P = NP?», одна із Задач тисячоліття, є невирішеним завданням у теорії алгоритмів.
|                  |                       | P = NP?                  | GNITIRW-TERCES |                     |
| Теорія автоматів | Теорія обчислюваності | Обчислювальна складність | Криптографія   | Квантовий комп'ютер |

#### Інформація та теорія кодування
Теорія інформації пов'язані з кількісної оцінкою інформації. Цей напрямок отримав розвиток завдяки працям Клода Е. Шеннона, який знайшов фундаментальні обмеження на обробку сигналу в таких операціях, як стиснення даних, надійне збереження та передача даних.
Теорія кодування вивчає властивості кодів (системи перетворення інформації з однієї форми в іншу) та їх придатність для конкретної задачі. Коди використовують для стиснення даних, у криптографії, для виявлення та корекції помилок, а останнім часом також і для мережного кодування. Коди вивчаються з метою розробки ефективних та надійних методів передачі даних.

#### Алгоритми та структури даних
Алгоритми і структури даних, як розділ інформатики, пов'язані з вивченням обчислювальних методів, які найчастіше використовують, і оцінкою їх обчислювальної ефективності.
| {\displaystyle O(n^{2})} |           |                 |                          |                         |
| Аналіз алгоритмів        | Алгоритми | Структури даних | Комбінаторна оптимізація | Обчислювальна геометрія |

#### Теорія мов програмування
У теорії мов програмування, як підрозділ інформатики, вивчають проєктування, реалізацію, аналіз та класифікацію мов програмування в цілому, а також вивчають окремі елементи мов. Ця галузь інформатики, з одного боку, великою мірою покладається досягнення таких наук як математика, програмна інженерія і лінгвістика, з іншого боку, сама дуже впливає з їхньої розвиток. Теорія мов програмування активно розвивається, багато наукових журналів присвячені цьому напряму.
| {\displaystyle \Gamma \vdash x:{\text{Int}}} |                          |                    |
| Теорія типів                                 | Проєктування компілятора | Мова програмування |

#### Формальні методи
Формальні методи — це свого роду математичний підхід, призначений для специфікації, розробки та верифікації програмних та апаратних систем. Використання формальних методів розробки програмного і апаратного забезпечення мотивовано розрахунком те що, що, як та інших інженерних дисциплінах, належний математичний аналіз забезпечить надійність і стійкість проєкту. Формальні методи є важливою теоретичною основою розробки програмного забезпечення, особливо у випадках, коли справа стосується надійності чи безпеки. Формальні методи є корисним доповненням до тестування програмного забезпечення, оскільки вони допомагають уникнути помилок, і є основою для тестування. Для широкого використання потрібна розробка спеціального інструментарію. Однак висока вартість використання формальних методів вказує на те, що вони, як правило, використовують тільки при розробці високоінтегрованих і життєво важливих систем, де надійність і безпека мають першорядне значення. Формальні методи мають досить широке застосування: від теоретичних основ інформатики (зокрема, логіки обчислень, формальних мов, теорії автоматів, програм та семантики) до систем типів і проблем алгебраїчних типів даних у задачах специфікації та верифікації програмного та апаратного забезпечення.

### Прикладна інформатика
Прикладна інформатика спрямовано застосування понять і результатів теоретичної інформатики до вирішення конкретних завдань у конкретних прикладних областях.

#### Штучний інтелект
Це область інформатики, нерозривно пов'язана з такими цілеспрямованими процесами, як вирішення завдань, прийняття рішень, адаптація до навколишніх умов, навчання та комунікація, властивими і людям, і тваринам. Виникнення штучного інтелекту (ШІ) пов'язане з кібернетикою та веде свій відлік з Дартмутської Конференції (1956). Дослідження в галузі штучного інтелекту (ШІ) з необхідністю були міждисциплінарними, і ґрунтувалися на таких науках, як: прикладна математика, математична логіка, семіотика, електротехніка, філософія свідомості, нейрофізіологія та соціальний інтелект. У обивателів штучний інтелект асоціюється насамперед з робототехнікою, але крім цього ШІ є невіддільною частиною розробки програмного забезпечення в різних областях. Відправною точкою наприкінці 1940-х років стало питання Алана Тюрінга: «Чи можуть комп'ютери думати?», і це залишається фактично без відповіді, хоча "тест Тюрінга " досі використовують з метою оцінки результатів роботи комп'ютера масштабах людського інтелекту.
|                  |                              |                        |                                        |
| Машинне навчання | Комп'ютерний зір             | Обробка зображень      | Теорія розпізнавання образів           |
|                  |                              |                        |                                        |
| Когнітивістика   | Інтелектуальний аналіз даних | Еволюційне моделювання | Інформаційний пошук                    |
|                  |                              |                        |                                        |
| Подання знань    | Обробка природної мови       | Робототехніка          | Комп'ютерний аналіз медичних зображень |

#### Архітектура комп'ютера та комп'ютерна інженерія
Архітектура комп'ютера або організація цифрового комп'ютера є концептуальною структурою комп'ютерної системи. Вона зосереджена переважно на способі, при якому центральний процесор виконує внутрішні операції та звертається до адрес у пам'яті. Вона часто включає дисципліни обчислювальної техніки та електротехніки, вибір і з'єднання апаратних компонентів для створення комп'ютерів, які задовольняють функціональним, продуктивним і фінансовим цілям.
Комп'ютерна інженерія пов'язана з апаратною частиною обчислювальної техніки, наприклад, основами мікропроцесорної техніки, комп'ютерних архітектур і розподілених систем. Таким чином, вона забезпечує зв'язок з електротехнікою.
|                     |                     |                          |                      |
| Булева алгебра      | Мікроархітектура    | Багатопроцесорність      |                      |
|                     |                     |                          |                      |
| Операційна система  | Комп'ютерна мережа  | База даних               | Інформаційна безпека |
|                     |                     |                          |                      |
| Повсюдні обчислення | Архітектура системи | Проєктування компілятора | Мови програмування   |

#### Аналіз продуктивності комп'ютера
Аналіз продуктивності комп'ютера — це вивчення роботи комп'ютерів з метою підвищення пропускної спроможності, управління часом відгуку, ефективного використання ресурсів, усунення вузьких місць та прогнозування продуктивності при передбачуваних пікових навантаженнях.

#### Комп'ютерна графіка та візуалізація
Комп'ютерна графіка є вивчення цифрового візуального змісту і включає синтез і маніпуляцію даними зображення. Цей напрямок пов'язаний з багатьма іншими областями інформатики, у тому числі з комп'ютерним зором, обробкою зображень та обчислювальною геометрією, також він активно застосовується в галузі спецефектів та відео-ігор.

#### Комп'ютерна безпека та криптографія
Комп'ютерна безпека — це напрямок досліджень комп'ютерних технологій, націлених на захист інформації від несанкціонованого доступу, руйнування або модифікацію при збереженні доступності та зручності використання системи для передбачуваних користувачів. Криптографія ж є наукою про шифрування та дешифрування інформації. Сучасна криптографія значною мірою пов'язана з інформатикою, оскільки при розробці та використанні багатьох алгоритмів шифрування та дешифрування враховується їхня обчислювальна складність.

#### Комп'ютерне моделювання та чисельні методи
Комп'ютерне моделювання та чисельні методи є областями досліджень у задачі побудови математичних моделей, методів кількісного аналізу, використання комп'ютерів для аналізу та вирішення наукових проблем. Насправді, це, зазвичай, застосування комп'ютерного моделювання та інших форм обчислень, які застосовують у завдання різних наукових дисциплін.
|                          |                      |                     |                |
| Обчислювальна математика | Обчислювальна фізика | Обчислювальна хімія | Біоінформатика |

#### Комп'ютерні мережі
Ще одним важливим напрямом є зв'язок між машинами. Вона забезпечує електронний обмін даними між комп'ютерами і, отже, є технічною базою для Інтернету. Крім розробки маршрутизаторів, комутаторів та міжмережевих екранів, до цієї дисципліни належать розробка та стандартизація мережевих протоколів, таких як TCP, HTTP або SOAP для обміну даними між машинами.

#### Паралельні та розподілені системи
Паралелізм — це властивість систем, у якому кілька обчислень виконуються одночасно, і навіть, можливо, взаємодіють друг з одним. Було розроблено ряд математичних моделей для загального виду паралельних обчислень, у тому числі мережі Петрі, процеси обчислення та модель машини з паралельним довільним доступом. Розподілена система розширює ідею паралелізму на кілька комп'ютерів, пов'язаних за допомогою мережі. Комп'ютери в межах однієї розподіленої системи мають власну пам'ять і часто обмінюються інформацією між собою для досягнення спільної мети.

#### Бази даних
База даних — організована відповідно до певних правил і підтримувана в пам'яті комп'ютера сукупність даних, яка характеризує актуальний стан певної предметної області та яку використовують для задоволення потреб користувачів. Управління базами даних відбувається з допомогою систем управління базами даних (СУБД).

#### Інформатика у охороні здоров'я
Інформатика охорони здоров'я розглядає обчислювальні методи для вирішення завдань у сфері охорони здоров'я.

#### Наукова інформатика
Наукова інформатика — це міждисциплінарна область, пов'язана з аналізом, збором, класифікацією, маніпулюванням, зберіганням, пошуком, розповсюдженням та захистом інформації[ уточнити ].

#### Програмна інженерія
Програмна інженерія — це додаток систематичного, дисциплінованого, вимірного підходу до розробки, функціонування та супроводу програмного забезпечення, а також дослідження цих підходів; тобто, додаток дисципліни інженерії до програмного забезпечення

### Природнича інформатика
Природна інформатика  - це напрям природничих досліджень, що вивчає процеси обробки інформації в природі, мозку і людському суспільстві[уточнити]. Вона спирається на такі класичні наукові напрями, як теорії еволюції, морфогенезу та біології розвитку, системні дослідження, дослідження мозку, ДНК, імунної системи та клітинних мембран, теорія менеджменту та групової поведінки, історія та інші. Кібернетика, що визначається, як «наука про загальні закономірності процесів управління та передачі інформації в різних системах, чи то машини, живі організми чи суспільство» є близьким, але дещо іншим науковим напрямом. Так само, як математика та основна частина сучасної інформатики, воно навряд чи може бути віднесено до галузі природничих наук, оскільки різко відрізняється від них своєю методологією, (попри широке застосування у сучасних природничих науках математичного та комп'ютерного моделювання).

## Викладання інформатики

### Історія викладання інформатики в Україні
У 1985 році уряд СРСР приймає рішення про комп'ютеризацію і впровадження нових інформаційних технологій у навчальний процес. Згідно з цим рішенням Державний Комітет СРСР з освіти надсилає в педінститути нові навчальні плани для спеціальностей 2104 і 2105, за якими шкільні вчителі математики та фізики повинні одержати додаткову кваліфікацію — учитель інформатики і обчислювальної техніки, а також директивний документ про введення на випускних курсах інституту 120-годинного предмета «Основи інформатики і обчислювальної техніки». З 1985 р. в фактично починається ера комп'ютеризації шкіл.
За постановою Центрального комітету компартії України і Ради Міністрів Української РСР від 30 квітня 1985 р. N 185 було дано доручення Міністерству освіти СРСР, Державному комітетові СРСР з професійно-технічної освіти, Міністерству вищої і середньої спеціальної освіти СРСР та Академії педагогічних наук СРСР розробити й затвердити навчальні програми курсу «Основи інформатики і обчислювальної техніки» для всіх середніх навчальних закладів. Для проведення практичних занять з комп'ютерами дозволили поділ класів і груп у середніх навчальних закладах усіх типів на дві підгрупи (в міських школах з кількістю учнів 25 і більше чоловік, а в сільських школах — 20 і більше чоловік).
Зобов'язали Міністерство освіти СРСР, Міністерство вищої і середньої спеціальної освіти СРСР, Академію наук СРСР і Академію педагогічних наук СРСР:
- підготувати в 2-місячний строк навчальний посібник з курсу «Основи інформатики і обчислювальної техніки» для учнів середніх навчальних закладів і в 3-місячний строк методичний посібник з цього курсу для викладачів, а також організувати в 1986 році конкурс на найкращий підручник з цього предмета;
- створити в 1986–1990 роках комплекти навчально-наочних посібників для учнів та методичних посібників для викладачів середніх навчальних закладів з інформатики і обчислювальної техніки, а також з інших предметів при їх вивченні з використанням комп'ютерів.

Державному комітетові СРСР у справах видавництв, поліграфії і книжкової торгівлі доручено забезпечити видання необхідним тиражем до 15 липня 1985 р. навчального посібника «Основи інформатики і обчислювальної техніки» для учнів і до 1  серпня 1985 р. методичного посібника для викладачів.
Обов'язковий курс «Основи інформатики та обчислювальної техніки» у 9-х та 10-х (на той час) класах загальноосвітніх шкіл був обсягом 102 години. Навчання здійснювалося за двома варіантами: машинним та безмашинним і відбувалося фактично за єдиною навчальною програмою й за єдиним навчальним посібником. Головною метою курсу декларувалося забезпечення комп'ютерної грамотності учнів, а основна увага приділялася алгоритмізації та програмуванню. Оволодіння програмуванням вважалося другою грамотністю.
Наприкінці 80-х років з'являються перші альтернативні навчальні програми, підручники та посібники. Згідно з проектом школи»[недоступне посилання з червня 2019] починається оснащення шкіл IBM-сумісними комп'ютерами. В Україні було створено 160 пілотних шкіл, які виконували роль експериментальних майданчиків та впроваджувачів педагогічних інновацій.
З 1991 до 1995 року було розроблено та затверджено проект Концепції інформатизації освіти тепер уже незалежної України. Видаються перші національна навчальна програма з інформатики [Жалдак М. І., Морзе Н. В., Науменко Г. Г. Програма курсу «Основи інформатики та обчислювальної техніки» для середніх навчальних закладів (експериментальний варіант) // Збірник наказів Міносвіти України. — 1993. — № 13] та національний навчальний посібник [Жалдак М. І., Рамський Ю. С. Інформатика: Навчальний посібник / За ред. М. І. Шкіля. — К.: Вища школа, 1991. — 319 с.].
На початку періоду активно діють регіональні центри пілотних шкіл. З'являється й швидко поширюється мережа шкіл із поглибленим вивченням інформатики з 8-го класу. Збільшується кількість експериментальних майданчиків із використання комп'ютера в початковій школі. Швидко зростає кількість шкіл, що працюють за авторськими програмами викладання інформатики. У школах, оснащених сучасними комп'ютерами, курс орієнтовано в основному на підготовку користувача.
З 1996 року суттєво підвищується кваліфікація випускників педагогічних університетів і інститутів, які в основному задовольняють потреби школи. У деякі школи починають надходити мультимедійні комп'ютерні класи. Поширюється експериментальна робота з використанням мультимедійних засобів на уроках з інших дисциплін. З'являються перший пробний національний підручник [Верлань А. Ф., Апатова Н. В. Інформатика. Підручник для учнів 10-11 класів середніх загальноосвітніх шкіл. — Київ: Квазар-Мікро, 1998. — 200с.], нові посібники.
У 2009 році у більшості шкіл України розпочинається вивчення інформатики за програмою для профільної 12-річної школи. Цією програмою передбачено викладання значної частини навчального матеріалу у формі курсів за вибором.

### Всеукраїнські змагання з інформатики

#### Олімпіада
Всеукраїнська олімпіада з інформатики — щорічне змагання школярів України з інформатики.

#### МАН
Конкурс-захист науково-дослідницьких робіт учнів-членів МАН має наступні секції з напрямку Інформаційні технології:
- Комп’ютерна інженерія
- Кібербезпека
- Програмна інженерія
- Системи та технології штучного інтелекту
- Інтернет-технології та вебдизайн
- Навчальні, ігрові програми та віртуальна реальність

#### Конкурс «Бобер»
У 2007 році Україна вперше взяла участь у роботі щорічного зібрання Міжнародної Спільноти «Бобер». Це сталося завдяки запрошенню одного з керівників литовських конкурсів «Кенгуру» і «Бобер» Ельмундаса Жаліса.

### Нормативні документи
- НАКАЗ № 407 від 20.05.2004. Про затвердження Положення про кабінет інформатики та інформаційно-комунікаційних технологій навчання загальноосвітніх навчальних закладів[недоступне посилання]
- Державні санітарні правила та норми «Влаштування і обладнання кабінетів комп'ютерної техніки в навчальних закладах та режим праці учнів на персональних комп'ютерах» ДСанПіН 5.5.6.009-98 Міністерство охорони здоров'я України (МОЗ). Правила № 9 від 30.12.1998
- Державні санітарні правила і норми влаштування, утримання загальноосвітніх навчальних закладів та організації навчально-виховного процесу [Архівовано 26 листопада 2010 у Wayback Machine.] ДСанПіН 5.5.2.008-01 санітарного лікаря України 14.08.2001 № 63 ПОГОДЖЕНО: Лист Міністерства освіти і науки України 05.06.2001 № 1/12-1459
- Про затвердження Правил безпеки під час навчання в кабінетах інформатики навчальних закладів системи загальної середньої освіти Державний комітет України з нагляду за охороною праці (Держнаглядпраці) Наказ № 81 від 16.03.2004
- Про затвердження Положення про навчальні кабінети загальноосвітніх навчальних закладів. Міністерство освіти і науки України (МОН). Наказ № 601 від 20.07.2004
- Стосовно надання Свідоцтва про визнання відповідності педагогічним вимогам комп'ютерній техніці[недоступне посилання з листопадаа 2019] Міністерство освіти і науки України (МОН) Роз'яснення № 1/9-444 від 02.09.2004
- Про затвердження вимог до специфікації навчальних комп'ютерних комплексів для оснащення кабінетів інформатики та інформаційно-комунікаційних технологій навчальних закладів системи загальної середньої освіти[недоступне посилання з червня 2019] Міністерство освіти і науки України. Наказ 11.05.2006 N 363
- Нормативні документи щодо організації роботи кабінету інформатики

### Критерії оцінювання навчальних досягнень учнів з інформатики
Описано в наказ МОН №1222 від 21.08.2013 «Про затвердження орієнтовних вимог оцінювання  навчальних досягнень учнів із базових дисциплін у системі загальної середньої освіти».